# Tirol (Franz Marc)

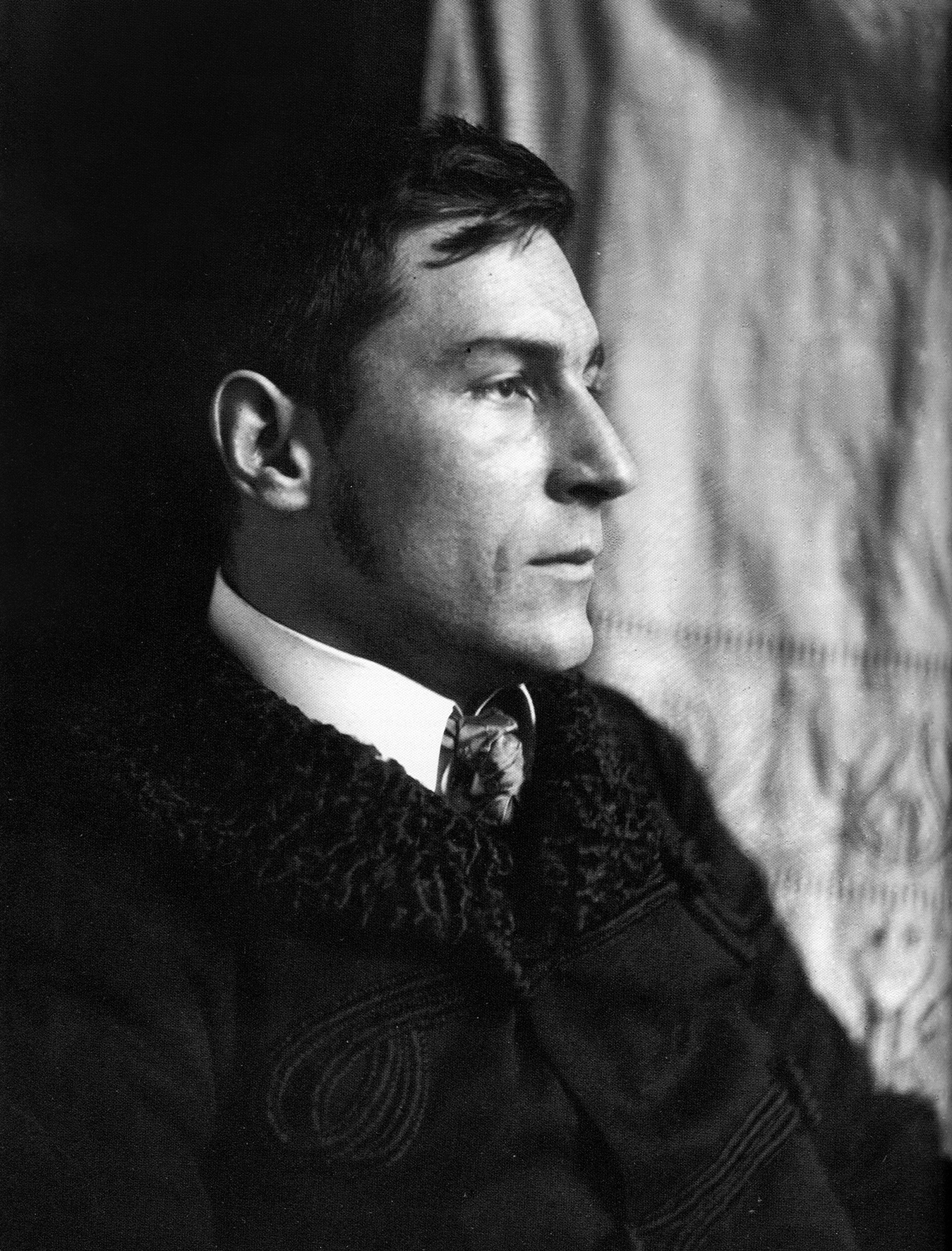
Franz Marc (1913)

Tirol ist der Titel eines Gemäldes des expressionistischen Malers Franz Marc aus dem Jahr 1914. Es zählt zu seinen bekanntesten Werken. Marc schuf das Gemälde 1913 und stellte es im Ersten Deutschen Herbstsalon aus. Dann zog Marc das Werk zurück und vollendete es 1914, indem er eine Marienfigur hinzufügte. Es befindet sich heute in der Pinakothek der Moderne in München.

## Bildanalyse
Die Komposition des Gemäldes wird von hohen Berggipfeln beherrscht, die in scharfen Dreiecksformen und in mehreren Reihen hintereinander angeordnet sind. Dazu verwendete Marc kontrastreiche, leuchtende Farben und teilte die Berge in einzelne Farbflächen auf. Die Bildgestaltung, die eine Mischung aus Erhabenheit und Bedrohung vermittelt, ist von den damals vorherrschenden Stilrichtungen des Kubismus und Futurismus geprägt. Farben und Formen weisen aber vor allem auf Marcs Beschäftigung mit dem spektralfarbigen Orphismus von Robert Delaunay hin, denn die Formensprache des Gemäldes wird offenbar von Delaunays dynamisch zum Himmel hinaufwachsenden Eiffeltürmen sowie von seinen prismatischen Fensterbildern maßgeblich beeinflusst.

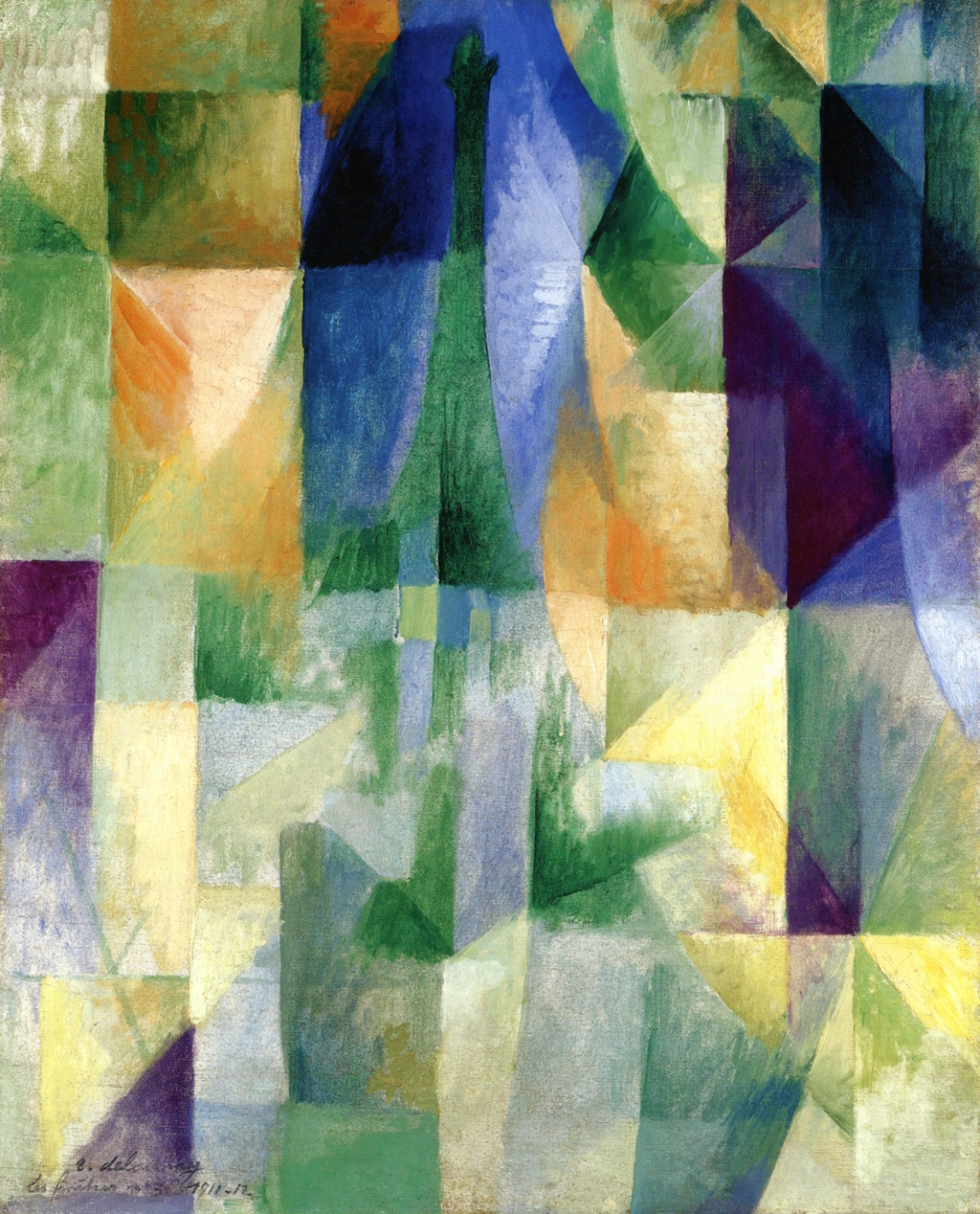
Robert Delaunay: Les Fenêtres sur la Ville (1912)

Aufgrund der Abwesenheit von Menschen und Tieren wirkt die Berglandschaft seltsam unbelebt und lebensfeindlich. Nur eine kleine weiße Kapelle auf einem Berggipfel und zwei angedeutete Höfe am unteren Bildrand zeugen von menschlicher Präsenz. Auch die Pflanzenwelt ist auf wenige abgestorbene Bäume reduziert. Die machtvolle Farbigkeit der kristallinen Bergwelt lässt das irdische Dasein noch trostloser erscheinen. Marc scheint hier die Nichtigkeit des Einzelnen im Angesicht der Schicksalsmächte und Naturgewalten verweisen zu wollen. Zudem ragt ein kahler schwarzer Baum, der Unheil und Tod ahnen lässt, aus dem Bildvordergrund diagonal in den Bildraum. An seiner Spitze erkennt man die Andeutung einer sichelförmigen Klinge, die den Baum zur todbringenden Sense werden lässt.
Im Bildhintergrund der dunklen rechten Bildhälfte taucht eine rotglühende Sonne zwischen den Berggipfeln auf und kündigt den Tag an, während auf der linken Seite über der helleren Bildhälfte Nacht herrscht, in der Sterne und Lichtbögen funkeln. Diese Zweiteilung erinnert an Darstellungen des Jüngsten Gerichts. In der biblischen Offenbarung des Johannes kommt es dabei auch zur Verdunkelung der Sonne, die Marc wahrscheinlich nahe der Bildmitte als Sonnenfinsternis dargestellt hat. Insofern können die Bildhälften im Sinne des christlichen Heilsgeschehens auch als letzter apokalyptischer Kampf zwischen dem Licht der aufgehenden Sonne und der Finsternis der weichenden Nacht gedeutet werden.
Während in der ersten Fassung noch eine Sonne im Zentrum stand, hat Marc nun in der Bildmitte eine schemenhafte Mondsichelmadonna hinzugefügt. Man erkennt Maria an ihrer Bekleidung in den Farben Blau und Rot, dem Strahlenkranz um ihren Kopf und dem Jesuskind in ihren Armen. Von der Muttergottes gehen schräg nach oben Strahlen aus, die die Berge rechtwinklig durchschneiden. Ihr Kopf bildet zugleich die Spitze eines zentralen gleichschenkligen Dreiecks, das bis zum unteren Bildrand reicht. Die in grün gehaltene Mondsichel zu ihren Füßen charakterisiert sie als die apokalyptische Frau aus der Offenbarung des Johannes, so dass die Marienfigur in den endzeitlichen Kontext eingefügt wird. Vielleicht verkörpert die Madonna in der vom Tod bedrohten Tiroler Bergwelt auch den Glauben an den Sieg der Kräfte des Geistes über die Materie.
Marc vollendete das Gemälde kurz vor dem Ausbruch des Ersten Weltkriegs. Ob das Werk auch eine Vorahnung der nahenden Katastrophe versinnbildlicht, bleibt spekulativ. Jedenfalls verbindet sich in der Symbolik des Bildes eine Endzeitstimmung mit der Hoffnung auf eine spirituelle Wandlung und Erneuerung. Diese symbolische Bedeutung verstärkte Marc durch die Hinzufügung der Madonnenfigur. Die expressive Naturdarstellung verwandelt sich damit in eine mystische Traumwelt, die zum Gleichnis der Weltzerstörung und ihrer Wiedererschaffung wird.

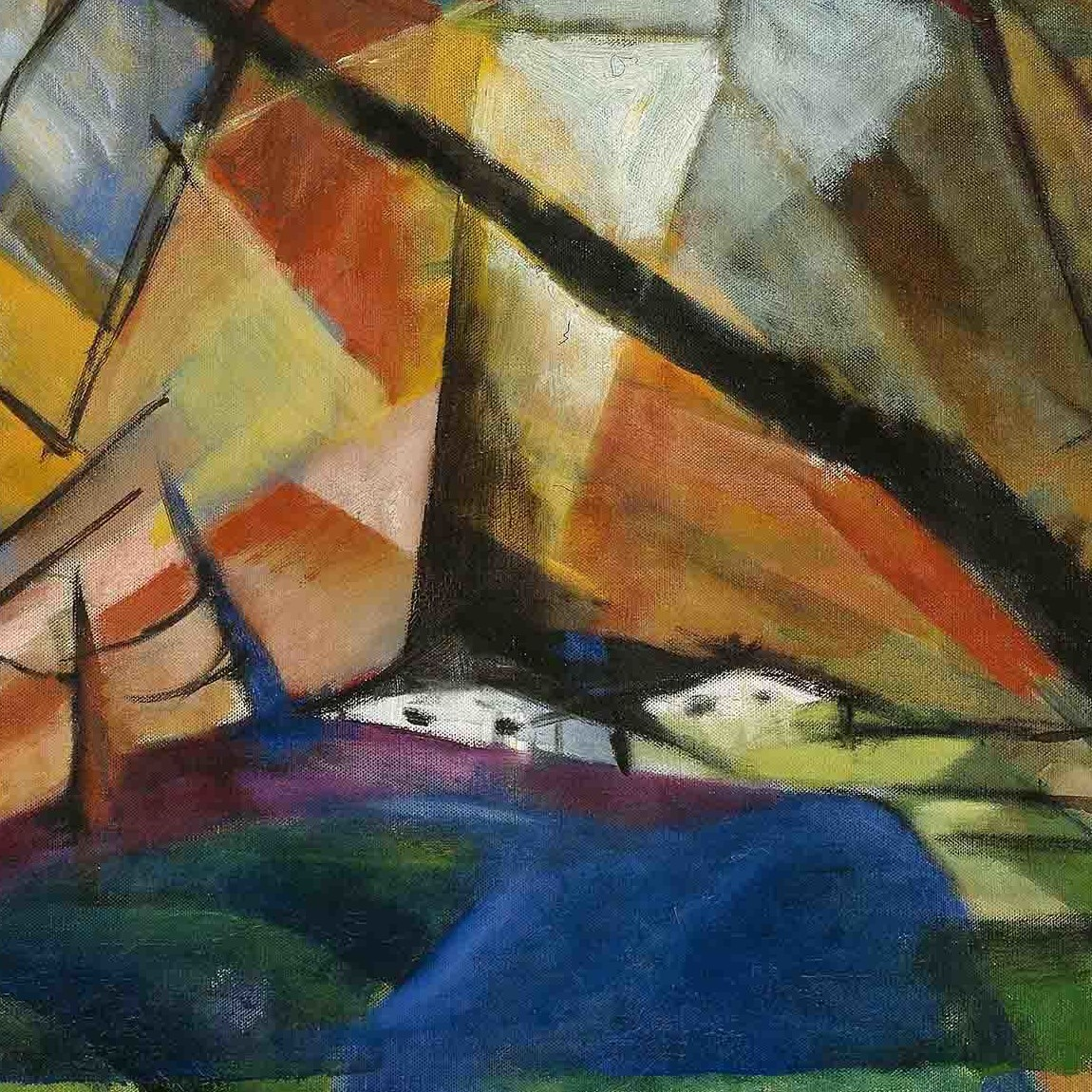
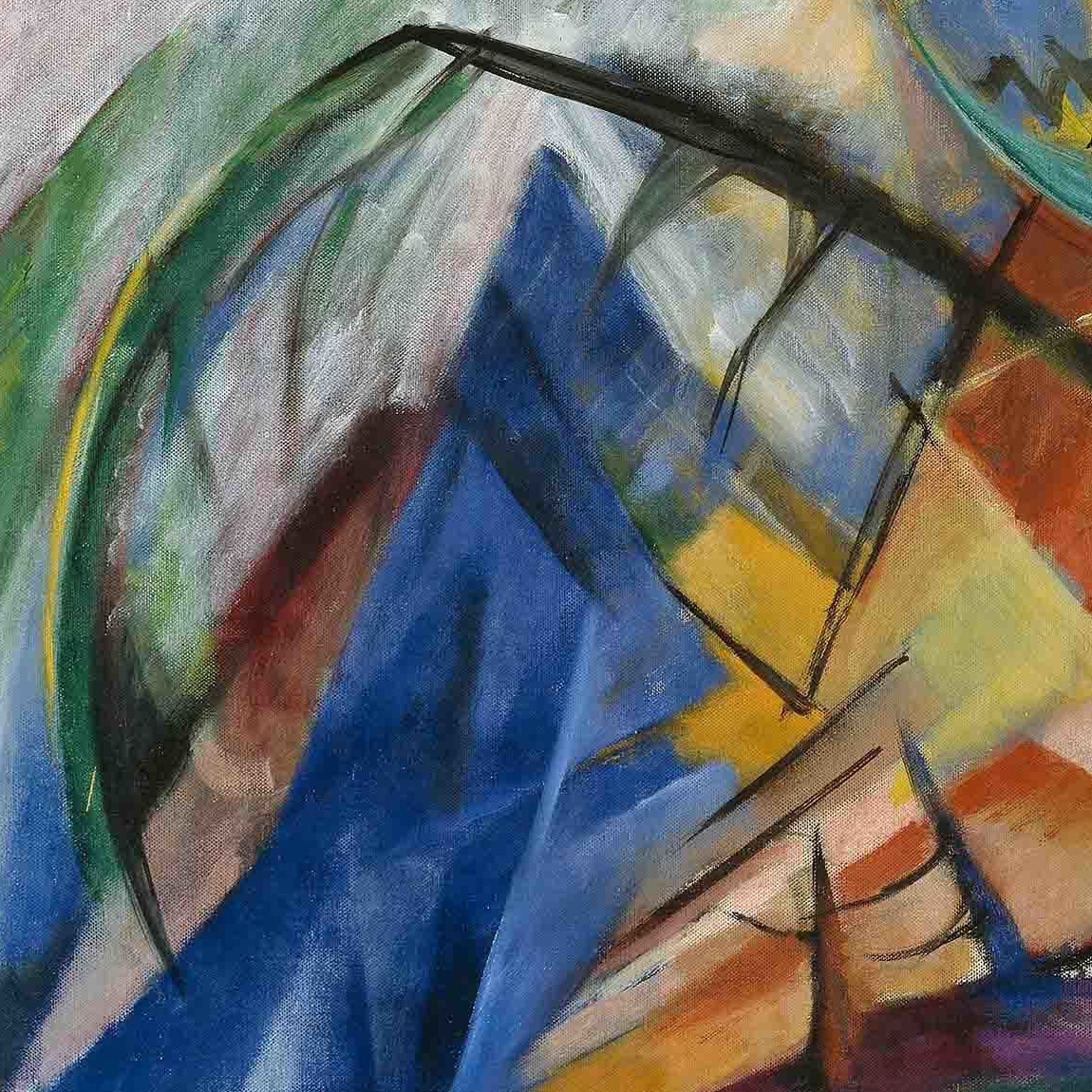
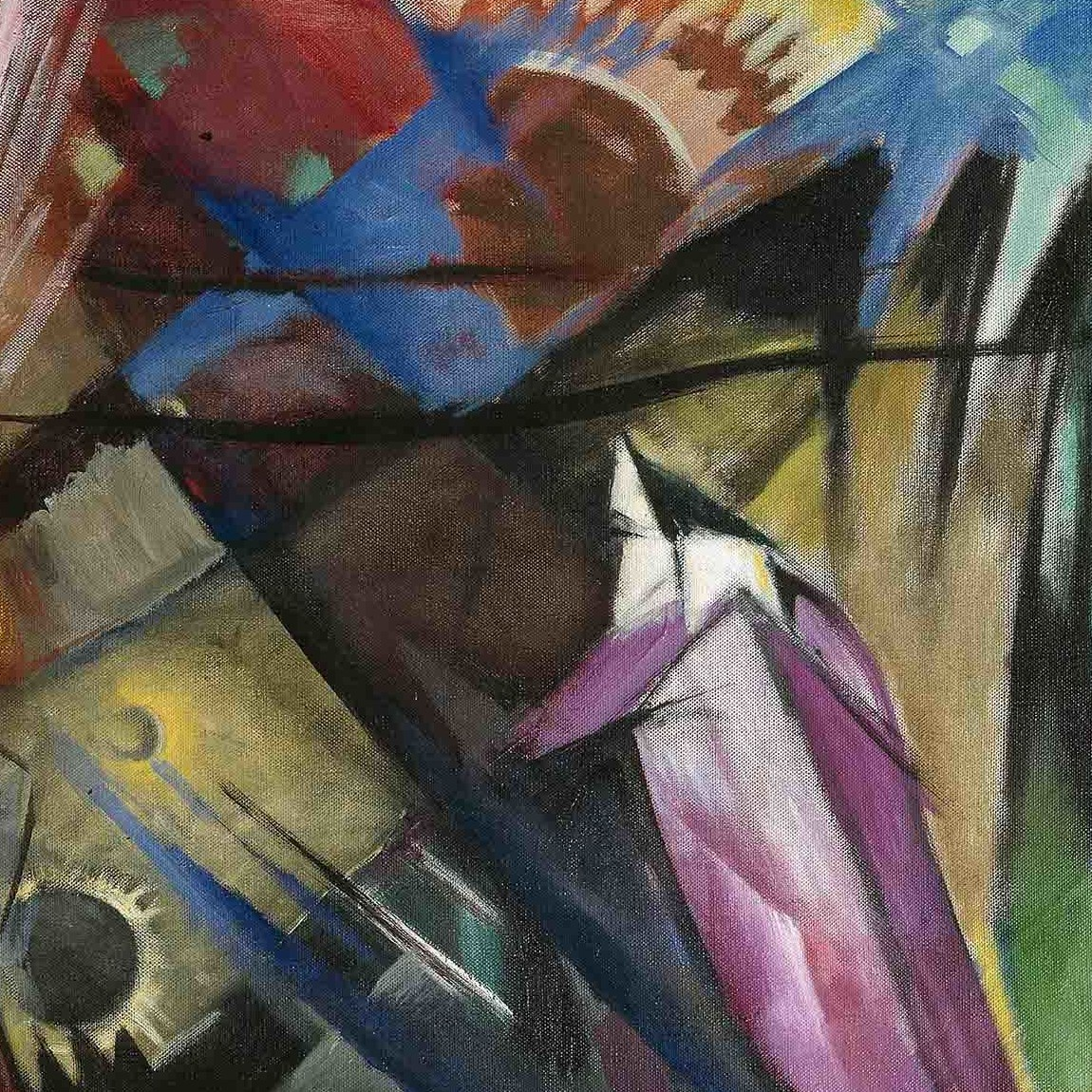
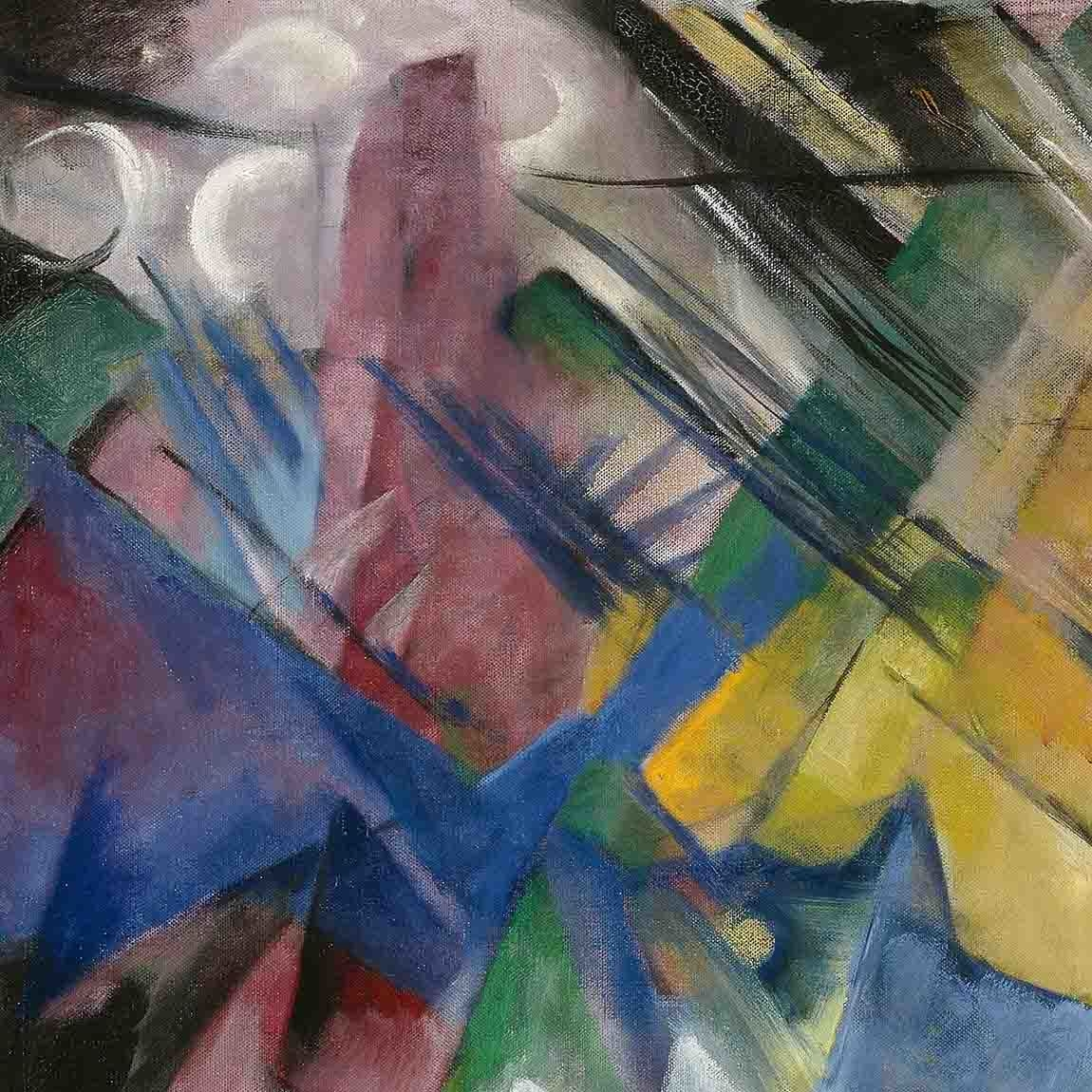
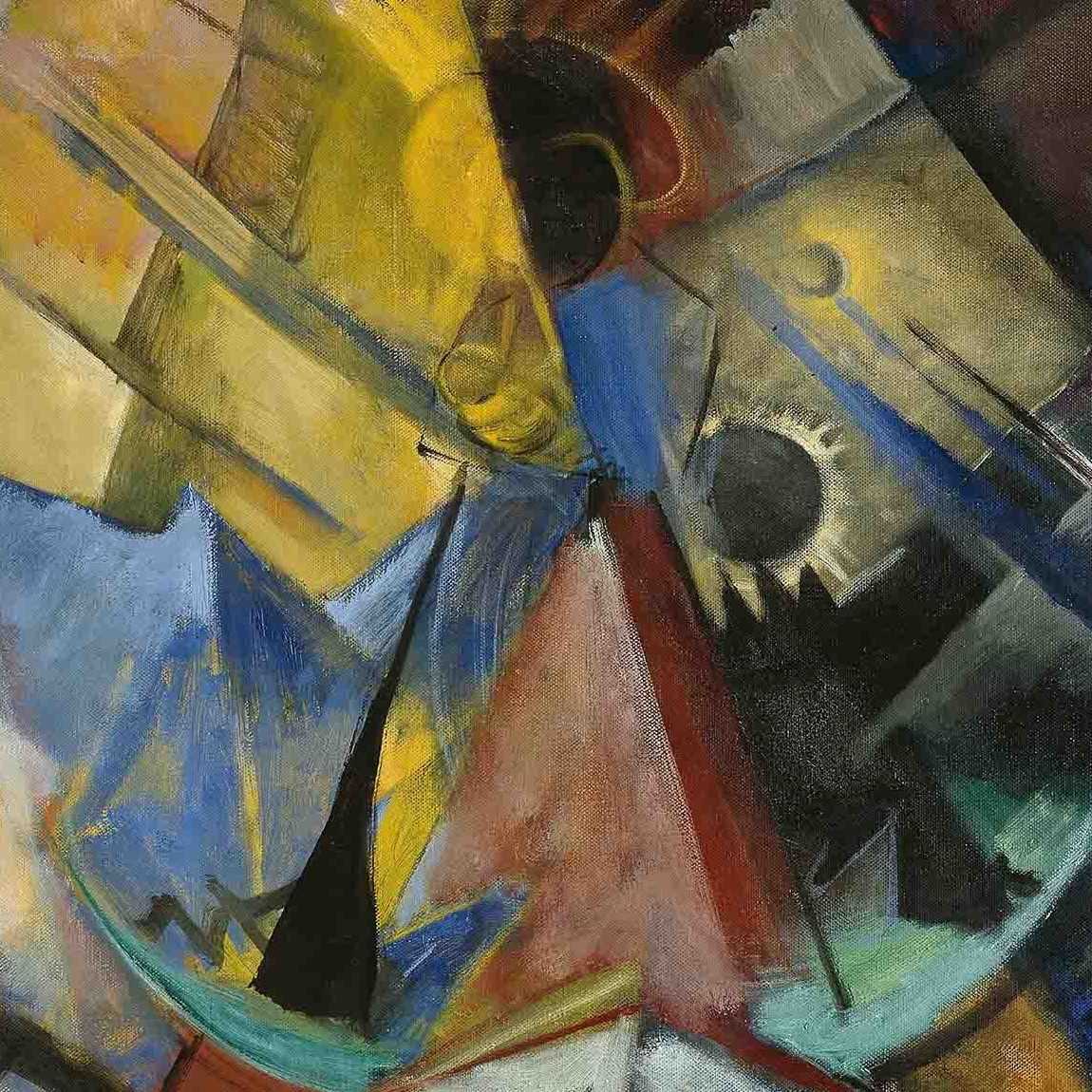

## Hintergrund

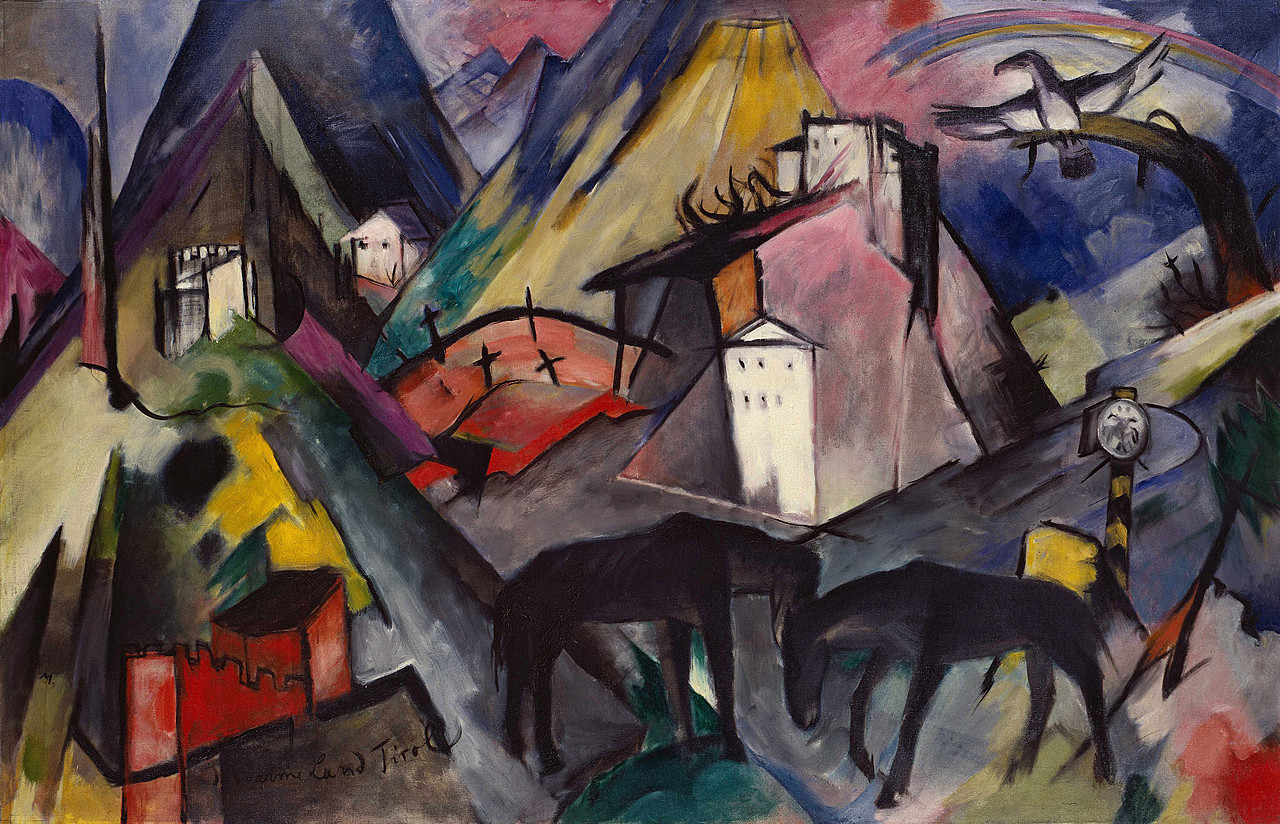
Franz Marc: Das arme Land Tirol (1913)

Das Motiv der alpinen Bergwelt geht auf eine Südtirol-Reise des Malers und seiner Lebensgefährtin und späteren Ehefrau Maria Franck im Frühjahr 1913 zurück. Ihre Eltern hatten das Paar nach Meran im damals noch habsburgischen Südtirol eingeladen. Ihr Vater Philipp Franck war an einer Herzmuskelschwäche erkrankt und hatte dort ein Sanatorium aufgesucht. Daraufhin reiste das Paar Ende März 1913 für eine Woche nach Südtirol und nutzte den Aufenthalt für Wanderungen. Marc hielt seine Eindrücke von der Landschaften, den Bau- und Kunstwerken der Gegend in einem Skizzenbuch fest.
Nach der Rückkehr in das ländliche Sindelsdorf entstanden offenbar als Nachwirkung aus der Reise die Gemälde Bison im Winter, Die Weltenkuh, Das lange gelbe Pferd, Das arme Land Tirol und Tirol. Im Juli 1913 kaufte der niederländische Kunstsammler Willem Wolff Beffie einige der Bilder. Marc war zu dieser Zeit maßgeblich an der Ausrichtung des Ersten Deutschen Herbstsalons beteiligt, der ab September 1913 in Berlin stattfand. Er steuerte sieben Gemälde bei: Tierschicksale, Der Turm der blauen Pferde, Die ersten Tiere, Tirol, Die Wölfe, Kuh mit Kalb und Die drei Pferde. Unzufrieden mit der Bildgestaltung nahm Marc nach dem Ende der Ausstellung das Gemälde Tirol wieder an sich.

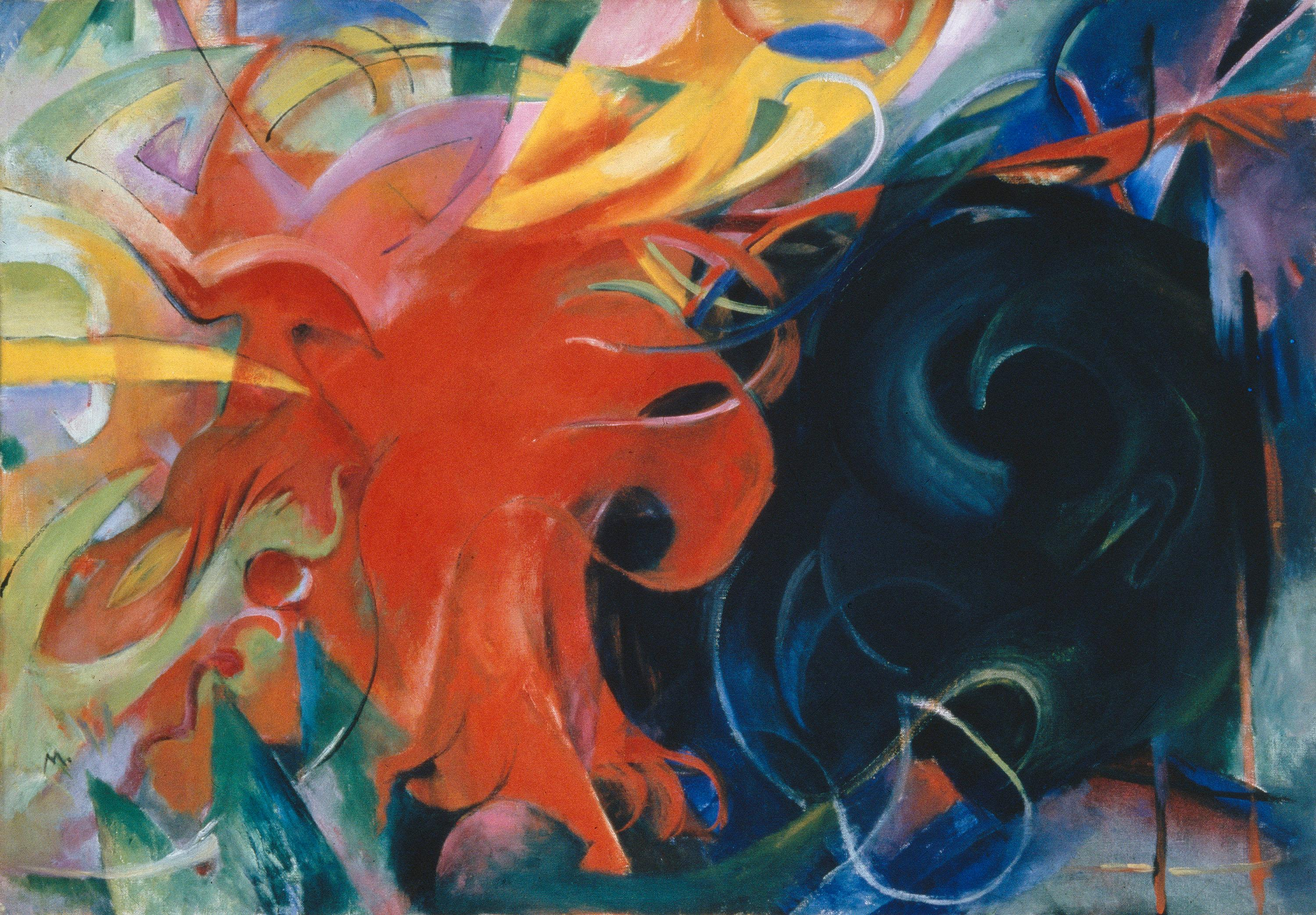
Franz Marc: Kämpfende Formen (1914)

Im Frühjahr 1914 übersiedelte Marc mit seiner Frau von Sindelsdorf nach Ried in der Nähe von Benediktbeuern und bewohnte dort ein großes Haus in ländlicher Umgebung. Der Gegensatz von Idylle auf dem Land und Endzeitstimmung spiegelt sich in seinen letzten Arbeiten wider, zu denen auch die Umarbeitung von Tirol zählt. Die Untergangsstimmung wird durch die Madonna direkter und gegenständlicher umgesetzt als in den vorangegangenen abstrakten Gemälden wie Kämpfende Formen und Zerbrochene Formen. Ungewöhnlich ist der religiöse Bedeutungsgehalt, der abgesehen von Bibelillustrationen dem Werk von Franz Marc in dieser Deutlichkeit fremd ist und vielleicht durch seine christlich geprägte Jugend erklärt werden kann. Den Aspekt der Idylle griff Marc in einem seiner letzten Gemälde Rehe im Walde II wieder auf.

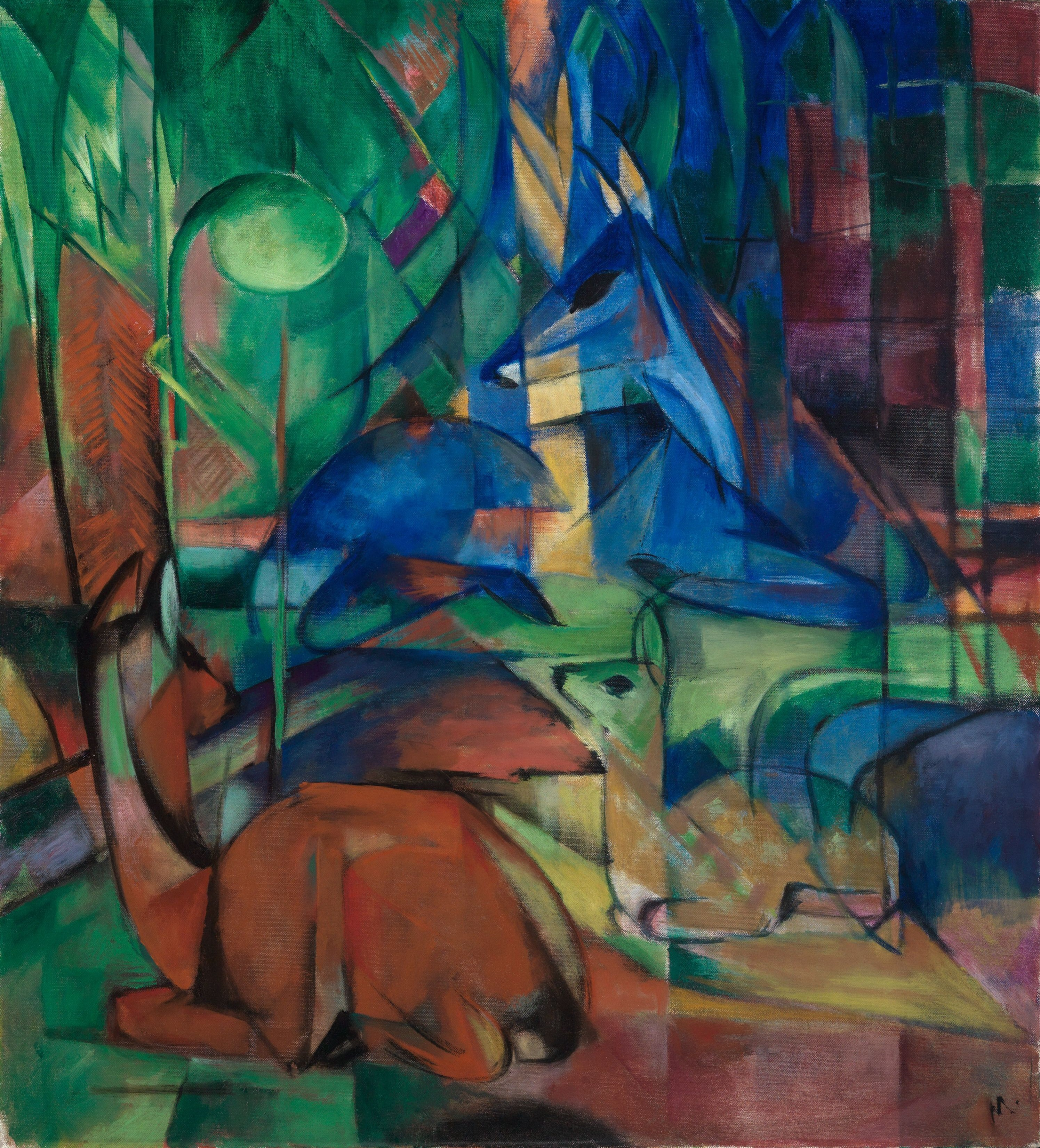
Franz Marc: Rehe im Walde II (1914)

Unmittelbar nach Ausbruch des Ersten Weltkriegs meldete sich Marc zum Kriegsdienst und fiel im März 1916 in der Nähe von Verdun. Das Gemälde Tirol war in seinem Eigentum verblieben und fiel nun im Erbgang an seine Frau Maria Marc. 1949 erwarb der Freistaat Bayern aufgrund ministerieller Entschließung das Gemälde und gliederte es der Bayerischen Staatsgemäldesammlungen ein. Zunächst wurde das Werk in der Neuen Pinakothek ausgestellt. Nach Fertigstellung der Pinakothek der Moderne 2002 wurde es in die Sammlung Moderne Kunst in der Pinakothek der Moderne überführt.